# Ali I
Alí I (Tunis, 30 de juny de 1688-22 de setembre de 1756) fou bei dels husaynites de Tunísia (1735-1756). El seu nom complet era Abu-l-Hàssan Alí Baixà (àrab: أبو الحسن علي باشا, Abū l-Ḥasan ʿAlī Bāxā) i era el fill de sidi Muhammad ibn Ali al-Turki, germà gran d'al-Husayn I ibn Ali, que fou governador de Le Kef i Sussa i que va ser empresonat per al-Husayn (1728-1735).
Ali fou designat hereu el 17 de gener de 1706 quan al-Husayn I ibn Ali no tenia fills. El 1709 Hysayn havia fet entrar al seu harem a una jove genovesa de 13 anys capturada a la mar per corsaris. Amb aquesta noia va tenir dos fills: Muhammad (futur Muhammad I al-Rashid) i Ali (futur Ali II ibn Husayn); el 1710, ja abans del seu naixement, va establir la descendència per primogenitura teòrica, però quan van néixer aquests fills havien d'ocupar el lloc d'hereus; Ali Bey (Ali I) va romandre com a hereu presumpte però el 1725 Muhammad va arribar a la majoria d'edat i el 1726 va rebre el títol de bey al-Mahalla (bey de Camp) com a hereu presumpte. Ali Bey va rebre el 1724 (ja preparant la compensació) el títol de paixà, però no va quedar satisfet i va començar a intrigar; Husayn el va fer vigilar i va fer reforçar les defenses de la ciutat posant portes a les muralles de l'exterior. Tot i així Ali va poder fugir de Tunis el 21 de febrer de 1728 i va poder arribar a territori de les tribus hanencha i ousseltia del centre del país a les que va guanyar a la seva causa, i van participar en una revolta (1729) que fou sufocada per Husayn. Ali i el seu fill Yunus es van refugiar amb el dey d'Alger. Aquest inicialment els va tenir presoners a canvi d'un tribut que li va oferir al-Husayn ibn Ali, però quan Husayn va deixar de pagar el tribut, el dey va alliberar a Ali, i va envair Tunísia. Husayn fou derrotat en la batalla de Smendja o Smindja (4 de setembre de 1735) i va fugir cap a Sussa i després a Kairuan amb els seus fills Muhammad i Ali. La guarnició de Tunis, al saber la derrota del bey, es va rendir sense condicions i Yunus va entrar a la ciutat el 7 de setembre de 1735. El seu avi Ali i dos dels seus fills (Muhammad i Sulayman) que estaven presoner al Bardo, foren alliberats (el pare Sidi Muhammad ibn Ali al-Turki només va sobreviure 10 dies) i foren els encarregat d'oferir al seu pare, que va entrar al darrere de Yunus, les claus de la ciutat. Ali es va proclamar bei el 8 de setembre de 1735 mentre el seu oncle resistia a Sussa i Kairuan fins al 1739. Yunus fou enviat a assetjar i conquerir Kairuan, on va entrar el 25 de maig de 1739 capturant al seu oncle al que va executar el 13 de maig de 1740.
El 1741 va tenir diferències amb França per l'afer de la Companyia d'Àfrica que feia el comerç de blat amb la regència de Tunis. Per posar fi a aquest privilegi Ali va conquerir l'illa de Tabarka l'1 de juliol de 1741 i 1500 cristians foren portats captius a Tunísia per obtenir rescat. També va ocupar la factoria francesa de Cap Negre on va entrar el seu fill Yunus al front d'un destacament de geníssers (16 d'agost de 1741). lluís XV de França va enviar una esquadra de càstig (juliol de 1742) que va fracassar davant de la Goulette encara que finalment al cap d'uns mesos, la factoria de Cap Negre fou restaurada a França en el marc d'un tractat comercial i el pagament d'una quantitat, cosa que va posar fi al conflicte.
Va governar fins al 1756 sense gaires problemes fins al 1752, però en aquesta data es revoltà el seu fill Yunus, hereu designat (amb títol de bey al-Mahalla des del 8 de novembre de 1735 i després kahiya el 6 de setembre següent i amir al-Liwa). Yunus es va enfrontar al seu germà i va deixar el Bardo i es va apoderar per sorpresa de la kasbah de Tunis; va reunir una milícia, va obtenir el suport de les autoritats locals i es va fer proclamar bey i va disposar la defensa de la Medina de Tunis i la kasbah; els assals de les tropes lleials foren rebutjats durant dos mesos però a mesura que passava el temps la seva posició es va afeblir; finalment els lleials van entrar a la Medina per Bab Soukia, i Yunus va fugir aconseguint arribar a Algèria, però fou privat dels títols. La Medina fou saquejada per les tropes lleials en revenja al suport donat a Yunus.
L'agost de 1756 es va revoltar el seu cosí Muhammad ibn al-Husayn I, que amb el suport dels algerians (un exèrcit dirigit pel bey de Constantina) va derrotar a les tropes indígenes reclutades per Ali en lloc dels antics geníssers turcs i va entrar a Tunis el 2 de setembre de 1756; els algerians van saquejar la ciutat. Muhammad fou fet presoner i executat pels partidaris d'al-Husayn I ibn Ali el 22 de setembre de 1756. Muhammad I al-Rashid fou proclamat bey.